# Kermia aniani
Kermia aniani é uma espécie de gastrópode do gênero Kermia, pertencente a família Raphitomidae.